# غليل
غليل (بالفارسية: غلیل) هي قرية أفغانية في مقاطعة خواهان التابعة لولاية بدخشان الواقعة في شمال شرق أفغانستان.